# Y hubo alguien
"Y hubo alguien" es es título de una canción interpretada por el cantautor puertorriqueño-estadounidense Marc Anthony, tomado de su tercer álbum de estudio, Contra la corriente (1997). La canción fue escrita por el cantautor panameño Omar Alfanno, estando la producción discográfica a cargo de Ángel "Cucco" Peña. Fue lanzado como el sencillo principal del álbum el 25 de agosto de 1997. Una canción de salsa que combina elementos de R&B y bolero, describe a un hombre que ha encontrado el amor nuevamente después de que su ex amante lo dejó. La canción se inspiró en una pelea que Alfanno tuvo con su compañero y le propuso la canción a RMM, pero fue rechazada. Anthony se ofreció a grabar la canción después de que Alfanno se la presentara.
"Y hubo alguien" ganó el Premio Billboard de Música Latina a la "Pista Latina Tropical/Salsa Hot del Año" en 1998 y el Premio Lo Nuestro a la Canción Tropical del Año en el mismo año. Su video musical fue dirigido por Benny Corral y fue nominado en la categoría de Video del Año en los Premios Lo Nuestro 1998. Comercialmente, encabezó el Billboard Hot Latin Tracks en Estados Unidos, convirtiéndose en el primer tema de salsa en lograr este logro. También alcanzó la cima de la lista Tropical Airplay donde permaneció ocho semanas en esta posición. La canción fue versionada por el cantautor y músico puertorriqueño-estadounidense Ángel López como balada en su álbum de estudio Historias de amor (2010).

## Antecedentes y composición
En 1996, los álbumes de Anthony, Otra Nota y Todo a Su Tiempo (lanzados por RMM ) habían vendido más de 600.000 copias combinadas. Sergio George, que produjo ambos álbumes, había creado su propio sello discográfico y trabajaba con sus propios artistas. Como George no pudo producir el siguiente disco de Anthony, Anthony se juntó con el músico puertorriqueño Ángel "Cucco" Peña, habiendo trabajado previamente con otros artistas como Gilberto Santa Rosa y Willie Colón, para producir su tercer álbum de estudio. Contra la Corriente (1997).   Omar Alfanno, quien compuso tres temas en el último álbum, escribió cinco temas para Contra la Corriente incluido "Y Hubo Alguien". 
Alfanno recibió el encargo de Ralph Mercado, productor ejecutivo de RMM, de escribir una canción para un artista bajo su sello y propuso "Y Hubo Alguien", que se inspiró en una pelea que tuvo con su pareja. Alfanno compuso la canción con la intención de que fuera interpretado por una cantante  Sin embargo, el sello lo negó porque el propio Alfanno no era una mujer  Decepcionado por el rechazo, llegó al apartamento de Anthony para mostrarle al artista la canción. su sello lo despidió. Después de escuchar la demostración, Anthony recordó: "Lloré. Sabía que esa sería la primera canción del álbum" y le prometí a Alfanno que la grabaría al día siguiente. Una canción de salsa combinada con elementos de R&B, describe a un hombre angustiado en soledad que fue abandonado por su ex amante y es "conquistado" por otra mujer. Más tarde, su ex amante regresa solo para descubrir que ha encontrado el amor con una nueva mujer.

## Promoción y recepción
"Y hubo alguien" fue lanzado como el sencillo principal del álbum el 25 de agosto de 1997.  Se agregó una versión truncada de la canción al álbum de grandes éxitos de Anthony Desde un principio: From the Beginning (1999), mientras que la grabación original se incluyó en el álbum recopilatorio Éxitos eternos (2003). Anthony interpretó la canción antes del lanzamiento del álbum en el Madison Square Garden de la ciudad de Nueva York. Tres años más tarde, interpretó la canción en vivo en el mismo lugar que luego fue lanzada en su álbum de video en vivo The Concert from Madison Square Garden (2001). Benny Corral filmó y dirigió un video musical de la canción; Fue nominado en la categoría de Video del Año en los Premios Lo Nuestro 1998,   pero perdió ante "Ella y él" de Ricardo Arjona. En 2010, el cantautor y músico puertorriqueño-estadounidense Ángel López versionó la canción como balada en su álbum de estudio Historias de amor, una colección de canciones que Alfanno había compuesto anteriormente. La canción, junto con el resto del álbum, fue arreglada y producida por Alfanno.
En la reseña de Contra la Corriente, el editor de Newsday, Richard Torres, comentó: "Pocos vocalistas pueden pasar de un susurro a un grito tan bellamente como Anthony. Él siempre hace evidente la angustia en su voz, incluso cuando canta al unísono con una trompeta de fondo a todo volumen. " y elogió el arreglo de trompeta de Peña. Un escritor del New York Daily News señaló que la canción "refleja la fusión de R&B y ritmos latinos tan característica de su música". "Y hubo alguien" ocupó el séptimo lugar en la lista de las 10 mejores canciones de salsa de AOL Radio, mientras que La Prensa la incluyó como una de las 15 mejores canciones de Marc Anthony. En los Premios Billboard de la Música Latina de 1998, "Y hubo alguien" ganó el premio a la "Pista Tropical/Salsa Hot del Año".  También recibió el Premio Lo Nuestro a la Canción Tropical del Año ese mismo año. En Estados Unidos, "Y Hubo Alguien" se convirtió en el primer tema de salsa en encabezar la lista Billboard Hot Latin Tracks ;  pasó tres semanas en este puesto.  También encabezó la lista Tropical Airplay, convirtiéndose en su octavo número uno en la lista y permaneció en el lugar durante ocho semanas.   Ocupó el puesto número nueve en la lista de fin de año de Tropical Airplay de 1998.

## Lista de canciones
CD single promocional (España)
1. "Y hubo alguien" - 3:44
2. "Y Hubo Alguien" (radio edit) - 4:12

## Listas
| Lista (1997)                      | Máxima posición |
| --------------------------------- | --------------- |
| Estados Unidos (Hot Latin Songs)  | 1               |
| Estados Unidos (Tropical Airplay) | 1               |

| Lista (1998)                    | Posición |
| ------------------------------- | -------- |
| US Hot Latin Tracks (Billboard) | 36       |
| US Tropical Airplay (Billboard) | 9        |

### Sucesión y posicionamiento
| Predecesor: Lo mejor de mí de Cristian | U.S. Billboard Hot Latin Tracks — Sencillo N°. 1 29 de noviembre de 1997 - 26 de diciembre de 1997 | Sucesor: En el jardín de Alejandro Fernández featuring. Gloria Estefan |

| Predecesor: La quiero a morir de DLG (Dark Latin Groove) | U.S. Billboard Latin Tropical Airplay — Sencillo N°. 1 8 de noviembre de 1997 - 2 de enero de 1998 | Sucesor: Quiero estar contigo de Gisselle |